# Organização das seções de rifle do exército canadense durante a Segunda Guerra Mundial
Durante a Segunda Guerra Mundial, o Exército Canadense usou a Seção de Rifle como sua menor formação organizada de soldados de infantaria de combate. A organização era substancialmente semelhante à do exército australiano  e do exército britânico  com três seções para o pelotão e três pelotões para a Companhia de Rifle. 

## Composição da seção
A seção era liderada por um cabo  armado com uma submetralhadora (No início da guerra a principal era a submetralhadora Thompson, sendo substituída em 1942 pela Sten Gun). O segundo comando era um cabo-lança, que tinha a responsabilidade de posicionar a seção. Ainda existia uma divisão por elementos de três soldados.  Durante o combate, esse elemento forneceria uma base para cobrir o fogo, enquanto o restante da seção (seis soldados armados com o fuzil Lee-Enfield) flanquearia o inimigo em um esforço para capturá-los ou matá-los.

## Elemento de flanco
O cabo carregava cinco reposições para sua submetralhadora; estes teriam 20 cartuchos de munição de 0,45 ACP no caso da Thompson e 32 cartuchos de 9mm no da Sten Gun. Ele também carregaria duas granadas; o tipo mais comum era o N°36m (Bomb Mills). 
Os soldados restantes estariam armados com o fuzil de 10 tiros M4 I Lee – Enfield de 10 tiros e a baioneta de espigão que o acompanha. Cada um deles carregaria 50 cartuchos de munição 0,303 em cinco clipes de stripper, além de uma Bomb Mills. 

## Elemento de metralhadora leve
O cabo-lance era armado de maneira semelhante aos soldados, exceto que ele também estava equipado com um facão. Isso foi usado para criar um ponto de vantagem para a linha se houvesse necessidade de uma posição dentro de uma área densamente arborizada. Além de carregar as 50 balas padrão da munição de espingarda de Enfield, ele também carregava quatro reposições de 30 munições para a arma Bren (que também usava o cartucho de espingarda 0,303). O cabo-lance teria sido o único dentro do elemento metralhadora a carregar uma Bomb Mills; isso provavelmente teria sido usado no caso de sua posição estar sendo ultrapassada. 
O soldado responsável por usar a Bren era conhecido como “Número Um” e não era obrigado a carregar um rifle, já que a própria Bren já era considerada pesada. Além da Bren, ele era obrigado a carregar quatro reposições de munição e a “carteira Bren”, que era um pequeno kit de limpeza para sua arma. 
O que carregava o LMG era conhecido como o “Número Dois” e estava armado com um rifle Lee-Enfield e 50 cartuchos de munição. Devido ao seu papel ao lado do número um, ele também teria que carregar quatro reposições de munição de armas Bren e um estojo contendo um cano sobressalente para o LMG e quaisquer peças extras que possam ser necessárias (como molas, parafusos, etc. ).
Uma tática que foi usada em pequena escala consistia em usar uma base de fogo junto do grupo de flanqueamento. 